# Harold Snepsts
Harold J. Snepsts (né le 24 octobre 1954 à Edmonton, dans la province de l'Alberta, au Canada) est un joueur canadien de hockey sur glace devenu entraîneur. Actuellement, il est recruteur pour les Canucks de Vancouver.

## Carrière

### Joueur
Harold Snepsts joue en hockey junior dans la Ligue de hockey de l'Ouest du Canada avec les Oil Kings d'Edmonton. Il en est capitaine-assistant lors de la sa seconde saison. En 1974, il joue une série de matchs qui oppose les Oil Kings à une sélection de joueurs de Moscou. En 1974, il est repêché par les Canucks de Vancouver comme 59e choix du repêchage amateur de la LNH. Il est également le 105e choix du repêchage amateur de l'AMH, retenu par les Racers d'Indianapolis, mais n'y joue jamais.
Sa première saison professionnelle est partagé entre la LNH et la LCH, avec les Totems de Seattle. La saison suivante, il devient un joueur cadre et son style le rend très populaire auprès des fans des Canucks. Lors de sa troisième saison, il est retenu pour le Match des étoiles qui se joue au Pacific Coliseum, l'antre des Canucks. Il le joue de nouveau en 1982 durant une saison qui voit la franchise de Colombie-Britannique atteindre la finale de la Coupe Stanley, battu par les Islanders de New York 4 manches à 0. Il manque une bonne partie de la saison 1982-1983 dû à des blessures à répétitions et une suspension de cinq matchs après un combat dans les couloirs du Pacific Coliseum avec Doug Risebrough alors que les deux joueurs avaient été renvoyés aux vestiaires pour méconduite. En 1984, il est échangé aux North Stars du Minnesota. N'arrivant pas à s'adapter, il réalise sa pire saison avec seulement 7 points (7 aides) et 232 minutes de pénalités en 71 matchs. Laissé libre, il signe avec les Red Wings de Détroit. Mais ses trois saisons dans le Michigan sont ponctuées par plusieurs blessures, essentiellement au genou gauche ainsi qu'à l'épaule droite, cette dernière nécessitant une arthroscopie. En 1988, il est de retour à Vancouver. Après une saison et demie, il est échangé aux Blues de Saint-Louis.
Le 21 juin 1991, il annonce sa retraite de joueur professionnel.

### Entraîneur
Dès sa retraite de joueur annoncé, Harold Snepsts est nommé entraîneur des Rivermen de Peoria, une des équipes de hockey mineur affiliée aux Blues de Saint-Louis, qui viennent de remporter la Ligue internationale de hockey. À l'issue de cette première saison qui se solde par une élimination en demi-finales des séries, il devient l'adjoint de Bob Plager avec les Blues, poste qu'il conserve une saison. La saison suivante, il retourne diriger en LIH en prenant en charge les Gulls de San Diego. Après une nouvelle élimination en demis, il se retire du hockey. En 1998, il fait son retour en prenant en charge les Winter Hawks de Portland, franchise junior pour laquelle il avait jouée quand elle se trouvait à Edmonton et dont il est un investisseur de longue date. Ne pouvant obtenir les résultats escomptés, il est remplacé au cours de sa seconde saison.
Il devient ensuite recruteur pour la cellule centrale de recrutement de la LNH puis, depuis 2005, exclusivement pour les Canucks de Vancouver.

## Statistiques
| Saison     | Équipe                    | Ligue      |      | Saison régulière | Saison régulière | Saison régulière | Saison régulière | Saison régulière |    | Séries éliminatoires | Séries éliminatoires | Séries éliminatoires | Séries éliminatoires | Séries éliminatoires |
| Saison     | Équipe                    | Ligue      | PJ   | B                | A                | Pts              | Pun              | PJ               | B  | A                    | Pts                  | Pun                  |                      |                      |
| 1972-1973  | Oil Kings d'Edmonton      | LHOC       | 68   | 2                | 24               | 26               | 155              | 11               | 0  | 1                    | 1                    | 54                   |                      |                      |
| 1973-1974  | Oil Kings d'Edmonton      | LHOC       | 68   | 8                | 41               | 49               | 239              | --               | -- | --                   | --                   | --                   |                      |                      |
| 1974-1975  | Canucks de Vancouver      | LNH        | 27   | 1                | 2                | 3                | 30               | --               | -- | --                   | --                   | --                   |                      |                      |
| 1974-1975  | Totems de Seattle         | LCH        | 19   | 1                | 6                | 7                | 58               | --               | -- | --                   | --                   | --                   |                      |                      |
| 1975-1976  | Canucks de Vancouver      | LNH        | 78   | 3                | 15               | 18               | 125              | 2                | 0  | 0                    | 0                    | 4                    |                      |                      |
| 1976-1977  | Canucks de Vancouver      | LNH        | 79   | 4                | 18               | 22               | 149              | --               | -- | --                   | --                   | --                   |                      |                      |
| 1977-1978  | Canucks de Vancouver      | LNH        | 75   | 4                | 16               | 20               | 118              | --               | -- | --                   | --                   | --                   |                      |                      |
| 1978-1979  | Canucks de Vancouver      | LNH        | 76   | 7                | 24               | 31               | 130              | 3                | 0  | 0                    | 0                    | 0                    |                      |                      |
| 1979-1980  | Canucks de Vancouver      | LNH        | 79   | 3                | 20               | 23               | 202              | 4                | 0  | 2                    | 2                    | 8                    |                      |                      |
| 1980-1981  | Canucks de Vancouver      | LNH        | 76   | 3                | 16               | 19               | 212              | 3                | 0  | 0                    | 0                    | 8                    |                      |                      |
| 1981-1982  | Canucks de Vancouver      | LNH        | 68   | 3                | 14               | 17               | 153              | 17               | 0  | 4                    | 4                    | 50                   |                      |                      |
| 1982-1983  | Canucks de Vancouver      | LNH        | 46   | 2                | 8                | 10               | 80               | 4                | 1  | 1                    | 2                    | 8                    |                      |                      |
| 1983-1984  | Canucks de Vancouver      | LNH        | 79   | 4                | 16               | 20               | 152              | 4                | 0  | 1                    | 1                    | 15                   |                      |                      |
| 1984-1985  | North Stars du Minnesota  | LNH        | 71   | 0                | 7                | 7                | 232              | 9                | 0  | 0                    | 0                    | 24                   |                      |                      |
| 1985-1986  | Red Wings de Détroit      | LNH        | 35   | 0                | 6                | 6                | 75               | --               | -- | --                   | --                   | --                   |                      |                      |
| 1986-1987  | Red Wings de Détroit      | LNH        | 54   | 1                | 13               | 14               | 129              | 11               | 0  | 2                    | 2                    | 18                   |                      |                      |
| 1987-1988  | Red Wings de Détroit      | LNH        | 31   | 1                | 4                | 5                | 67               | 10               | 0  | 0                    | 0                    | 40                   |                      |                      |
| 1987-1988  | Red Wings de l'Adirondack | LAH        | 3    | 0                | 2                | 2                | 14               | --               | -- | --                   | --                   | --                   |                      |                      |
| 1988-1989  | Canucks de Vancouver      | LNH        | 59   | 0                | 8                | 8                | 69               | 7                | 0  | 1                    | 1                    | 6                    |                      |                      |
| 1989-1990  | Canucks de Vancouver      | LNH        | 39   | 1                | 3                | 4                | 26               | --               | -- | --                   | --                   | --                   |                      |                      |
| 1989-1990  | Blues de Saint-Louis      | LNH        | 7    | 0                | 1                | 1                | 10               | 11               | 0  | 3                    | 3                    | 38                   |                      |                      |
| 1990-1991  | Blues de Saint-Louis      | LNH        | 54   | 1                | 4                | 5                | 50               | 8                | 0  | 0                    | 0                    | 12                   |                      |                      |
| Totaux LNH | Totaux LNH                | Totaux LNH | 1033 | 38               | 195              | 233              | 2009             | 93               | 1  | 14                   | 15                   | 231                  |                      |                      |

## Distinctions
- Match des étoiles de la Ligue nationale de hockey : 1977, 1982

## Transactions
- 21 juin 1984 : échangé aux North Stars du Minnesota par les Canucks de Vancouver pour Al MacAdam[4].
- 31 mai 1985 : signe un contrat comme agent libre avec les Red Wings de Détroit.
- 6 octobre 1988 : signe un contrat comme agent libre avec les Canucks de Vancouver.
- 6 mars 1990 : échangé aux Blues de Saint-Louis par les Canucks de Vancouver avec Rich Sutter et le choix de second tour de Saint-Louis du repêchage d'entrée 1990 (précédemment acquis, Craig Johnson repêché) pour Adrien Plavsic, le choix de premier tour de Montréal du repêchage d'entrée 1990 (précédemment acquis, Shawn Antoski repêché) et le choix de second tour de Saint-Louis du repêchage d'entrée 1991 (échangé plus tard à Montréal, Craig Darby repêché).